# Veldentheorie van alles
Een veldtheorie van alles of geünificeerde veldentheorie is een theorie van alles in de vorm van een kwantumveldentheorie. Eenvoudig gezegd: dit is een theorie waarin alle bekende natuurkrachten (zowel zwaartekracht als alle krachten van het Standaardmodel) worden beschreven met een theorie waarbij de fundamentele grootheden velden zijn, die leven op een bepaalde achtergrond (de ruimtetijd). Het is niet zeker of zo een theorie bestaat, en zelfs als dat zo zou zijn, dan bestaat er nog geen goede kandidaat voor.

## Achtergrond
Het is al verschillende decennia een zoektocht in de theoretische natuurkunde om een theorie te vinden die alle natuurkrachten verenigt in één enkel model. De grote uitdaging is het verenigen van de kwantumtheorie met de zwaartekrachttheorie van Einstein. Dit zijn immers twee verschillende uithoeken van de fysica, en zijn -bijzonder genoeg- erg moeilijk om te vermengen in één enkele theorie. De snaartheorie lijkt de beste kandidaat te zijn, maar deze is nog niet bewezen. Echter, de snaartheorie is geen veldentheorie van alles, omdat snaartheorie geen gewone veldentheorie is. Vanuit het standpunt van snaartheorie lijkt het dus dat een theorie van alles noodzakelijk andere bouwstenen heeft dan een gewone veldentheorie. Dat zou dus eventueel suggereren dat het een veldentheorie van alles niet mogelijk is, hoewel dat uiteraard niet uitgesloten is.
Er is echter ook een minder sterke betekenis van de term "veldtheorie van alles". Doorheen de vorige eeuw zijn alle bekende natuurkrachten (op zwaartekracht na) verenigd geworden in een elegante theorie, het Standaardmodel, door deze krachten te formuleren als ijktheorieën. Het idee van een ijktheorie is dat ogenschijnlijk verschillende velden in wezen één object (veld) vormen, dat er anders uitziet -afhankelijk van de beschrijving, of 'ijk' van het systeem. Het lijkt er op dat er drie ijkgroepen bestaan, SU(3), SU(2), U(1). Het zou echter mogelijk zijn dat deze velden allemaal behoren tot één enkele ijkgroep. Dat zou betekenen dat alle materie en energie die we om ons heen zijn in wezen verschillende 'looks' van een achterliggend fundamenteel veld zijn. Als zo een theorie bestaat, zou men ook dit een verenigde veldentheorie kunnen noemen. Dat is dan een zwakkere betekenis dan de voorgaande, in de zin dat deze theorie alle krachten, behalve zwaartekracht, in een geheel zou gieten. Hoewel minder ambitieus dan een algehele theorie van alles, zou ook zo een theorie terecht met de term unificatie bestempeld kunnen worden. Zo een theorie noemt men dan ook wel GUT, wat staat voor Grote geUnificeerde Theorie. Ondanks verschillende pogingen in deze richting, zoals bijvoorbeeld zogenaamde SU(5)-unificatie voorgesteld door de fysicus Howard Georgi, is er tot op vandaag nog geen echt overtuigende kandidaat voor de GUT bekend.